# Crngrob
Crngrob este o localitate din comuna Škofja Loka, Slovenia, cu o populație de 33 de locuitori.